# Maxim Sergejewitsch Chramzow
Maxim Sergejewitsch Chramzow (russisch Максим Сергеевич Храмцов; * 12. Januar 1998 in Nischnewartowsk) ist ein russischer Taekwondoin. Er startet in der Gewichtsklasse bis 80 Kilogramm.

## Erfolge
Maxim Chramzow sicherte sich zahlreiche Turniersiege und Grand-Prix-Erfolge, ehe er in der Gewichtsklasse bis 74 Kilogramm bei den Weltmeisterschaften 2017 in Muju mit der Goldmedaille seinen ersten größeren Titel gewann. Ein Jahr darauf wurde er in Kasan in der Gewichtsklasse bis 80 Kilogramm auch Europameister. Diesen Erfolg wiederholte er 2021 in Sofia und sicherte sich dazwischen bei den Militärweltspielen 2019 in Wuhan ebenfalls Gold.
Bei den 2021 ausgetragenen Olympischen Spielen 2020 in Tokio erreichte Chramzow in seiner Konkurrenz nach drei Siegen das Finale, in dem er auch den Jordanier Saleh Al-Sharabaty mit 20:9 bezwang und damit Olympiasieger wurde.